# 風雲 ストームライダーズ
『風雲 ストームライダーズ』（ふううん ストームライダーズ、風雲雄覇天下）は、1998年の香港映画。日本では2000年4月15日に封切り公開された。

## 概要
当時、香港映画史上最高の約12億円をかけて製作された。香港・台湾でベストセラーとなった馬栄成の漫画が原作。鍛冶師一門の長で歩擎天の息子・歩驚雲にアーロン・クオック、雄覇の宿敵・聶人王の息子・聶風にイーキン・チェン。そして天下会総帥“雄覇（ホンパ／ホンファ）”には千葉真一。千葉の存在感のあるそして原作のイメージを彷彿とさせる演技が話題に上り、本作で外国人として初めて千葉は香港電影金像奨（香港アカデミー賞）の優秀主演男優賞にノミネートされた。
その他、雄覇の娘・孔慈役にクリスティ・ヤン、さらに『クローサー』に出演したスー・チーをはじめアンソニー・ウォン、マイケル・ツェーなども出演。香港映画お得意のワイヤー・アクションにCGカットが絶妙にミックスされた作品。

## ストーリー
武林の覇権をもくろむ天下会の総帥・雄覇は、「“風”と“雲”という名の二人の男子を弟子にすれば、天下を手中におさめることができる」という占い師・泥菩薩の予言を受け、それぞれの親を殺して幼い二人を手に入れる。生真面目な風と天衣無縫な雲、二人の忠実な弟子を得た雄覇は、破竹の快進撃を続け天下支配を目前とするが、泥菩薩から「成人した“風”と“雲”が力を合わせ、雄覇を滅ぼす」と予言される。
雄覇は自分のひとり娘・孔慈を風と結婚させることで造反を防ごうと画策するが、孔慈は雲と好き合っていた。孔慈を奪って逃げようとする雲を雄覇は襲うが、誤って娘を殺してしまう。こうして悲劇の種が蒔かれた。
雄覇の元で覇道を歩む風は、大仏の洞窟で炎の麒麟と戦って伝説の血葡萄を手に入れる。しかしそこで彼は己の父親を殺したのが雄覇であることを知り、己の生き方に深い疑問を抱くようになる。
いっぽう孔慈の遺体を収めた棺桶を担いで放浪する雲は、戦いの末に片腕を失う。河を流される瀕死の雲を救ったのは旅の医師・于嶽だった。彼は宿命に導かれ、自分の腕を雲に移植する。于嶽とその娘・楚々の献身によって傷を癒した雲は雄覇打倒を目指して再び旅立つ。

## キャスト
| 役名     | 俳優                         | 日本語吹替 | 役柄                                                                        |
| -------- | ---------------------------- | ---------- | --------------------------------------------------------------------------- |
| 聶風     | イーキン・チェン（鄭伊健）   | 宮本充     | 雄覇の宿敵・聶人王の息子 炎の麒麟を倒し、伝説の血葡萄を手に入れる。         |
| 歩驚雲   | アーロン・クオック（郭富城） | 小山力也   | 鍛冶師一門の長・歩擎天の息子 孔慈の遺体を永遠に保存するために千年氷を奪う。 |
| 雄覇     | 千葉真一                     | 千葉真一   | 「天下会」の総帥                                                            |
| 孔慈     | クリスティ・ヤン（楊恭如）   | 井上喜久子 | 雄覇のひとり娘。風との結婚を命じられるが 雲をかばって父親の雄覇に殺される。 |
| 于楚々   | スー・チー（舒淇）           | 小島幸子   | 医師・于嶽の娘                                                              |
| 秦霜     | マイケル・ツェー（謝天華）   | 平田広明   | 風の弟子仲間                                                                |
| 剣聖     | アンソニー・ウォン（黄秋生） | 秋元羊介   | 雄覇の宿敵                                                                  |
| 泥菩薩   | ライ・イウチョン（黎耀祥）   | 佐々木梅治 | 占い師。雄覇に「風と雲」の予言を与える。                                    |
| 于嶽     | ヴィンセント・ワン（尹揚明） | 金尾哲夫   | 楚々の父、医師。雄覇に襲われて 片腕を失った雲に自分の片腕を与える。         |
| 聶人王   | アレックス・フォン（方中信） | 田中正彦   | 風の父親                                                                    |
| 歩擎天   | ユー・ロングァン（于榮光）   | 仲野裕     | 雲の父親                                                                    |
| 釈大師   | ロイ・チョン（張耀揚）       | 荒川太郎   |                                                                             |
| 蝙蝠     | ディオン・ラム（林迪安）     | ?          | 雲の部下                                                                    |
| 文丑々   | ローレンス・チェン（鄭丹瑞） | 石丸博也   |                                                                             |
| 龍       | チョイ・ガムコン（徐錦江）   | 星野充昭   |                                                                             |
| 明       | ジェイソン・チュー（朱永棠） | ?          |                                                                             |
| 獨孤一方 | ン・チーホン（呉志雄）       | 松本保典   |                                                                             |
| 獨孤鳴   | ジェイソン・チュー（朱永棠） | 宝亀克寿   |                                                                             |

## スタッフ
- 監督・撮影：アンドリュー・ラウ（劉偉強）
- 製作・脚本：マンフレッド・ウォン（文雋）
- 原作：マー・ウィンシン（馬栄成）
- 音楽：チャン・クォンウィン（陳光榮）
- 特殊撮影：セントロ・デジタル・ピクチャーズ
- 動作設計/アクション指導：ディオン・ラム（林迪安）
- 配給：ポニーキャニオン
- 字幕：小木曽三希子

### 〈日本語版制作スタッフ〉
- 演出：高橋剛
- 翻訳：平田勝茂
- 調整：佃安夫
- 担当：市来満（ニュージャパンフィルム）
- 制作：ニュージャパンフィルム

## 受賞
1999年 第18回香港電影金像奨
- 最佳剪接（編集賞） - 麥子善、彭發
- 最佳服裝造型設計（衣裳デザイン賞） - リー・ピックワン（利碧君）
- 最佳原創音樂（音楽賞） - チャン・クォンウィン（陳光榮）
- 最佳音響效果（音響賞） - 嘉禾電影有限公司 、先濤數碼影畫製作有限公司

## 関連作品
続編として、2009年に映画『風雲 ストームウォリアーズ』が製作された。
中国本土製作アニメ『風雲決 ストームライダーズ』も2008年に製作・公開された。
テレビシリーズ
- 『風雲（中国語版）』I〜V
- 『続・風雲』I〜IV

（チウ・マンチェク（風役）とピーター・ホー（雲役）主演による上記2篇は全44話からなる2002年のテレビドラマ“風雲 雄霸天下”を日本でマクザムが短縮編集し2期に分けて全9巻として発売したもの）
- 『風雲2（中国語版）』全11巻（2004年に製作された上記ドラマの続編で、日本ではエムスリイエンタテインメントより完全版DVDが発売された）